# 랜드마크 포럼

## 랜드마크 포럼
랜드마크 포럼은 랜드마크 월드와이드에 의해 제공되는 프로그램이다.
랜드마크의 입문 과정인 랜드마크 포럼은 신규 참가자를 위한 첫 번째 과정이며 랜드마크의 다른 모든 프로그램의 기반을 제공한다. 랜드마크 포럼은 3일하고 저녁 세션(일반적으로 금요일, 토요일, 일요일, 화요일 저녁)에 걸쳐 진행된다. 포럼 참석자는 보통 100명에서 250명 사이이다. 랜드마크의 포럼 리더는 참가자들 자신의 삶을 볼 수 있는 일련의 모델을 제시하고 참가자들이 이러한 모델(아이디어)가 자신의 개인 삶에 어떻게 적용되는지 탐구하도록 하는 대화들로 코스를 진행한다. 코스 리더는 프로그램 시작 시 규칙을 설정하고 랜드마크는 참가자가 프로그램의 어느 부분도 놓치지 않도록 강력히 권장한다. 아래의 리스트와 같이 삶을 탐구할 수 있는 다양한 아이디어가 제안 되고 과정 중에 참자자들은 자신의 삶을 탐구한다.
- 한 사람의 삶에서 실제로 일어난 일과 그것에 대해 구성하는 의미 또는 해석 사이에는 큰 차이가 있을 수 있다.
- 인간의 행동은 다른 사람에게 잘 보이기 위한 인지에 의해 좌우된다.
- 사람들은 "상상 속의 언젠가의 만족"을 종종 추구한다.
- 사람들은 이 세계에는 내장된 의미가 없음에도 그들 자신에 대한 의미를 생성한다.
- 사람들이 비 생산적인 고정된 존재 방식과 행동 방식을 수반하는 지속적인 불평을 가지고 있을 때,  자신을 비교하고 바꾸려고 하기보다는 과거로부터 완전히 새로운 존재 방식과 행동 방식을 생성하는 창조적 행위에 의해 자신이 근원적으로 "변화" 될 수 있다.

코스 과정 동안 참가자들은 해결되지 않은 것이 있다고 느끼는 친구 및 가족에게 전화를 걸어, 자신의 과거 행동에 대해 책임을 지도록 하는 것을 권장한다.
코스의 연속 3일에 이어 저녁 세션을 통해 랜드마크 포럼을 완성한다. 이 마지막 세션에서 참가자들은 프로그램 참여 결과에 대한 정보를 공유하고 랜드마크 포럼에 대해 알 수 있도록 자신의 게스트를 초대한다.

## 참고 문헌
https://www.landmarkworldwide.com/
https://landmarkworldwide.kr/the-landmark-forum/
https://en.wikipedia.org/wiki/Landmark_Worldwide
https://www.linkedin.com/school/landmark/
https://www.landmarkworldwide.com/why-landmark/news/news-archives/bloomberg 보관됨 2022-07-11 - 웨이백 머신
https://www.landmarkworldwide.com/why-landmark/news 보관됨 2022-07-11 - 웨이백 머신